# Hugo Christiaan Hamaker
Hugo Christiaan Hamaker (Broek op Langedijk, 23 marzo 1905 – Eindhoven, 7 settembre 1993) è stato un fisico e ricercatore olandese, noto per aver sviluppato l'omonima teoria, che spiega le forze di van der Waals tra oggetti di dimensioni maggiori di quelle molecolari (ad esempio particelle solide). Il suo articolo del 1937 riguardante queste interazioni tra particelle fu notevolmente citato.

## Biografia
Conseguì il suo dottorato di ricerca all'Università di Utrecht nel 1934. La sua dissertazione era intitolata: "Reflectivity and Emissivity of Tungsten; with a Description of a New Method to Determine the Total Reflectivity of Any Surface in a Simple and Accurate Way" ("Riflettanza ed emissività del tungsteno; con la descrizione di un nuovo metodo per determinare la riflettanza totale di ogni superficie in maniera semplice ed accurata").  Il suo relatore fu Leonard Ornstein. 
Dal 1934 al 1967 lavorò presso il Laboratorio di Fisica della società Philips a Eindhoven e, dal 1960 al 1972, fu professore alla Eindhoven University of Technology.

## Pubblicazioni
Hamaker pubblicò i seguenti articoli:
- H.C. Hamaker (1934). Reflectivity and emissivity of tungsten : with a description of a new method to determine the total reflectivity of any surface in a simple and accurate way. Amsterdam: Noord-Hollandsche Uitg. Mij. x+76 pp. (Tesi di dottorato dell'Università di Utrecht)
- H.C. Hamaker and W.F. Beezhold (1934). Gebrauch einer Selen Sperrschicht Photo Zelle zur Messung sehr schwacher Intensit¨aten. Physica 1, 119-122.
- H.C. Hamaker (1937). The London-Van der Waals attraction between spherical particles. Physica 4(10), 1058–1072.
- H.C. Hamaker (1942). A simple and general extension of the three halves power law. Physica 9(1), 135–138.
- J.E. de Graaf and H.C. Hamaker (1942). The sorption of gases by barium. Physica 9(3), 297–309.
- H.C. Hamaker (1950). Current distribution in triodes neglecting space charge and initial velocities. Applied Scientific Research, Section B, 1(1), 77–104.
- H.C. Hamaker (1962). Applied statistics : an important phase in the development of experimental science (Inaugural lecture). Microelectronics and Reliability, 1(2), 101–109.
- H.C. Hamaker (1962). On multiple regression analyses. Statistica Neerlandica, 16(1), 31–56.
- H.C. Hamaker (1969). Nogmaals de wet en de kansspelen : commentaar op Hemelrijk's beschouwingen. Statistica Neerlandica, 23(3), 203–207.
- H.C. Hamaker (1968). Some applications of statistics in chemical and physical classroom experiments. In European Meeting on Statistics, Econometrics and Manag. Sci. (Amsterdam, The Netherlands, September 2–7, 1968).
- H.C. Hamaker (1969). De wet en de kansspelen. Statistica Neerlandica, 23(2), 179–191.
- H.C. Hamaker (1970). Over claimfrekwenties, claimbedragen en risicopremies bij de privé-autoverzekering. Het Verzekerings-archief, 47, 154–174.
- H.C. Hamaker (1971). New techniques of statistical teaching. Revue de l'Institut International de Statistique, 39(3), 351–360.